# 穆杰塔巴·哈梅内伊
赛义德穆杰塔巴·胡塞尼·哈梅内伊（波斯語：سید مجتبی حسینی خامنه‌ای；1969年9月8日—），伊朗什葉派神職人物、軍事人物。他是現任伊朗最高領袖阿里·哈梅内伊之子。1980年至1988年期間曾參加兩伊戰爭。現為伊朗民兵組織「巴斯基」的實際掌控者，該組織曾參與鎮壓2009年的伊朗綠色革命。
穆杰塔巴與易卜拉欣·莱希被歐洲媒體認為是阿里·哈梅内伊可能的繼承人之一，而在萊希空難身亡後，外媒將焦點落在穆傑塔巴身上，然而亦有分析認為，假如是由穆傑塔巴繼任，將違背伊朗伊斯蘭革命反對世襲的主張，國內保守派都未必同意。